# Ludvika (Gemeinde)
Koordinaten: 60° 9′ N, 15° 11′ O

Ludvika ist eine Gemeinde (schwedisch kommun) in der schwedischen Provinz Dalarnas län und der historischen Provinz Dalarna. Der Hauptort der Gemeinde ist Ludvika.

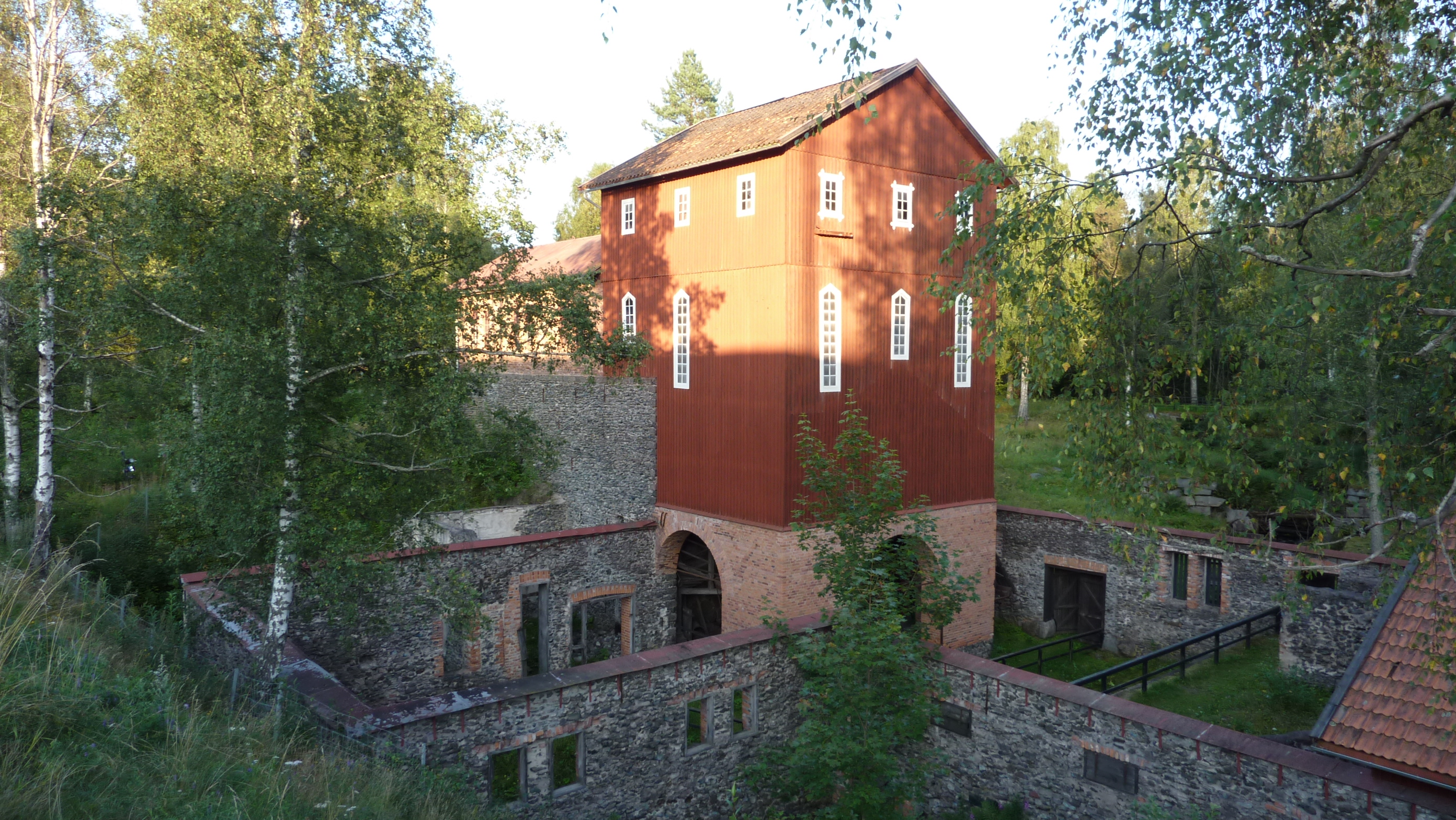
Holzkohlehochofen in Klenshyttan

## Geographie
In der Gemeinde befinden sich der See Väsman und das Moor Brittas hål; nahe dem Ort Saxdalen liegt sich der Berg Saxberget, bei dem sich Långfallsgruvan, eine Sulfiderzmine, befindet.

### Orte
Ortschaften (tätorter) in der Gemeinde sind:
- Blötberget
- Fredriksberg
- Gonäs
- Grangärde
- Grängesberg
- Håksberg
- Ludvika
- Nyhammar
- Persbo
- Saxdalen
- Sunnansjö
- Sörvik

Kleinere Orte (småorter) sind Ickorrbotten, Järnsta, Klenshyttan, Norhyttan, Norrbo, Saxhyttan und Skeppmora.

## Politik
Der Gemeinderat (kommunfullmäktige) hat 45 Sitze. Die Wahl am 9. September 2018 für die Mandatsperiode 2018–2022 hatte folgendes Ergebnis:
| Partei                             | Stimmenanteil | +/− %p | Mandate |
| Sozialdemokratische Arbeiterpartei | 32,3 %        | − 2,7  | 15      |
| Moderate Sammlungspartei           | 21,2 %        | + 0,5  | 10      |
| Die Schwedendemokraten             | 15,7 %        | + 1,9  | 7       |
| Zentrumspartei                     | 8,8 %         | + 2,7  | 4       |
| Vänsterpartiet                     | 8,2 %         | + 0,2  | 4       |
| Umweltpartei                       | 4,9 %         | − 2,5  | 2       |
| Liberale                           | 2,6 %         | − 0,3  | 1       |
| Christdemokraten                   | 2,3 %         | + 1,0  | 1       |
| Kommunistische Partei              | 2,1 %         | + 1,0  | 1       |
| Wahlbeteiligung: 84,6 %            |               |        |         |

Die sozialdemokratische Partei Sveriges socialdemokratiska arbetareparti hat im Gemeinderat von Ludvikadie meisten Sitze. Zweitstärkste Partei ist mit zehn Sitzen im Gemeinderat die Moderate Partei.
Bürgermeisterin ist Maria Pettersson (Socialdemokraterna).

### Partnerstädte
- Bad Honnef in Nordrhein-Westfalen[5]
- Imatra in Südkarelien

Außerdem hat Ludvika zusammen mit den anderen Gemeinden in Dalarnas län eine verschwisterte sog. „Nachbarprovinz“, den Kreis Viljandi in Estland.

## Wirtschaft
Im Jahr 2003 arbeiteten 32 Prozent der Beschäftigten in der Produktion (3.811 Personen). Der zweitwichtigste Wirtschaftszweig war der Sektor der Fürsorge und Pflege, in dem 2003 18 Prozent arbeiteten, gefolgt von Handel und Kommunikation mit 12 Prozent.
Die elf größten Arbeitgeber der Gemeinde sind:
1. Asea Brown Boveri: 2.400
2. Kommunale Medizinische Einrichtungen: 600
3. Spendrups Brauerei: 285
4. VBU Västerbergslagens Utbildningscentrum: 220
5. RSV Tax Office: 110
6. Samhall-gruppen: 80
7. GIA Industri AB: 75
8. Brunnsviks folkhögskola: 75
9. Connex Sverige AB: 70
10. Seco Tools AB: 70
11. ISS Cleaning: 60

Quelle: Webseite von Ludvika

## Sehenswürdigkeiten
- In der Stadt Ludvika befinden sich einige Sehenswürdigkeiten (siehe Abschnitt dort).
- Im Ort Grängesberg befindet sich das Konzerthaus Cassels donation.
- Holzkohleofen in Klenshyttan aus dem 17. Jh. zwischen den Ortschaften Ludvika und Grängesberg.

## Söhne und Töchter der Gemeinde
- Viking Olov Björk (1918–2009), Pionier der Thoraxchirurgie, Mitentwickler der Herz-Lungen-Maschine